# Vlag van Lichtervelde
De vlag van Lichtervelde werd door de gemeenteraad op 25 september 1986 officieel vastgesteld als de gemeentelijke vlag van de West-Vlaamse gemeente Lichtervelde. Op 10 december 1986 werd hij door het koninklijk besluit bevestigd en uiteindelijk gepubliceerd op 3 december 1987 in het officiële Belgisch Staatsblad.
Officieel wordt de vlag beschreven als:
Twee even lange banen van blauw en van wit, met op het wit het gemeentewapen.
De kleuren van de vlag zijn afkomstig op het gemeentewapen, dat ook op de vlag is afgebeeld.

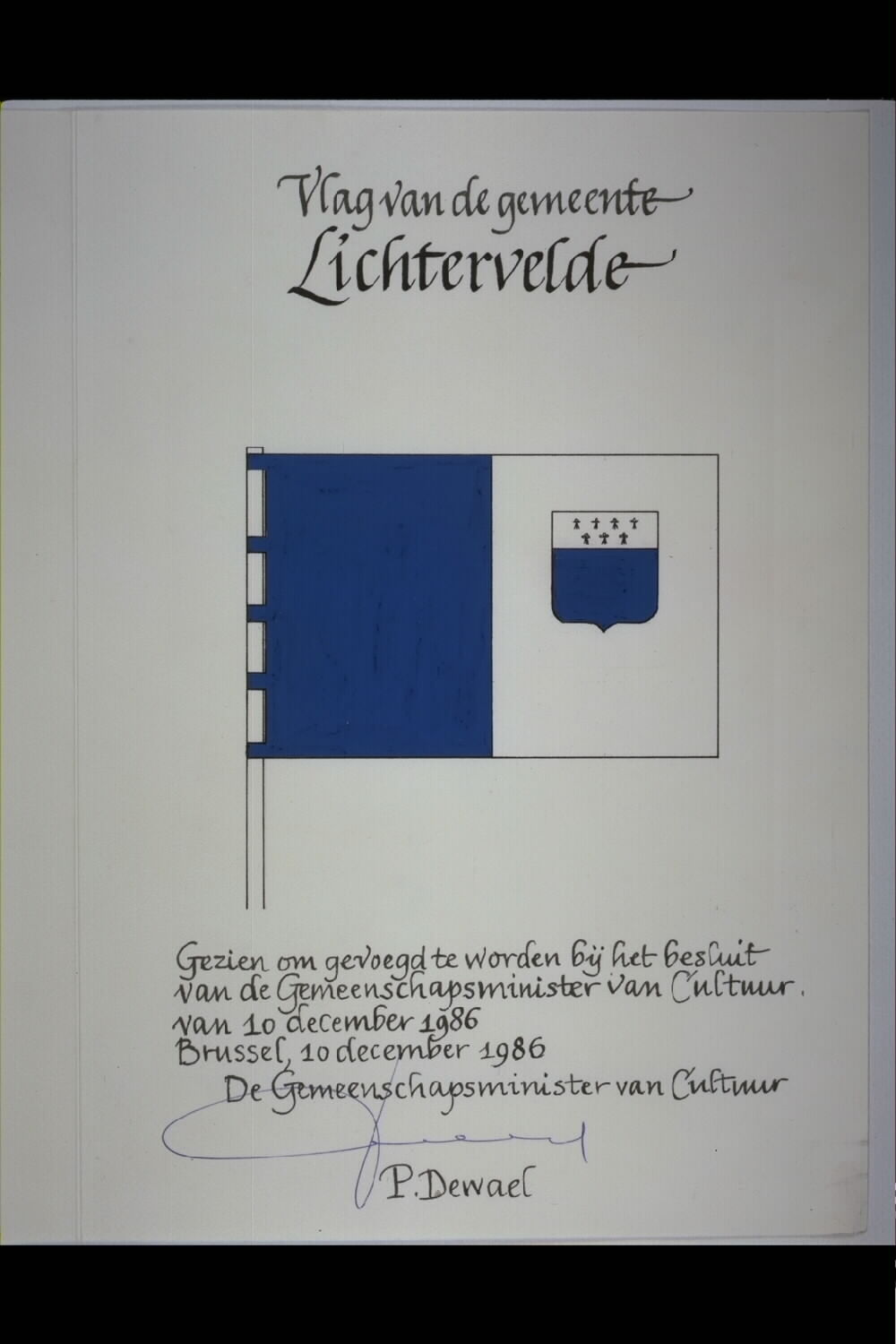
Ontwerp vlag getekend door Patrick Dewael